# Ogla Melha
Ogla Melha est une commune de la wilaya de Tébessa en Algérie.